# Yoel Razvozov
Yoel Razvozov (hébreu : יוֹאֵל רַזְבוֹזוֹב), né le 5 juillet 1980 est un judoka et homme politique israélien. 
De 2021 à 2022, il est ministre du Tourisme et député la Knesset pour Yesh Atid et Bleu et blanc entre 2013 et 2021.

## Biographie
Né Konstantin Razvozov (russe : Константин Развозов) à Birobidzhan dans l'Oblast autonome juif de l' Union soviétique, Razvozov commence à s'entraîner au judo à l'âge de 6 ans. Sa famille a immigré en Israël quand il avait 11 ans en 1991, à la chute de l'Union soviétique. Il rejoint l'équipe de judo israélienne et devient champion de judo israélien à l'âge de 16 ans.

### Carrière sportive
Lors des Championnats du monde de judo 2003, Razvozov termine septième. Il termine ensuite deuxième aux Championnats d'Europe de judo 2004 et représente Israël aux Jeux olympiques d'été de 2004. Qualifié pour la finale des Championnats d'Europe de judo 2005, il gagne une médaille d'argent dans la catégorie léger des 73 kg.

### Carrière politique
Yoel Razvozov rentre en politique lorsqu'il devient membre du conseil municipal de Netanya. Il devient également membre du Comité olympique israélien. 
Il rejoint Yesh Atid, il est placé huitième sur sa liste pour les  élections de 2013 à la Knesset. Il est élu à la Knesset puisque le parti remporte 19 sièges. Il est placé neuvième sur la liste du parti pour les élections de 2015, et a été réélu puisque le parti remporte 11 sièges.
Lors des élections d'avril 2019, le parti Yesh Atid rejoint l'alliance Bleu et blanc, il est placé à la dix-huitième place sur la liste commune, il est réélu puisque l'alliance remporte 35 sièges. Il est placé à la même place et est réélu lors des élections de septembre 2019 avec l'alliance Bleu et blanc. Il est réélu lors des élections de mars 2020 et de mars 2021, il est placé sixième sur la liste Yesh Atid.
Le 13 juin 2021, il est nommé Ministre du Tourisme dans le Gouvernement Bennett. Deux jours plus tard, il démissionne de la Knesset en vertu de la loi norvégienne, Tania Mazarsky (en) lui succède.

## Palmarès
| Année | Tournoi                                   | Résultat | Catégorie     |
| ----- | ----------------------------------------- | -------- | ------------- |
| 2002  | Championnats d'Europe de judo 2002        | 5e       | Léger (73 kg) |
| 2003  | Championnats du monde de judo 2003        | 7e       | Léger (73 kg) |
| 2004  | Championnats d'Europe de judo 2004        | 2e       | Léger (73 kg) |
| 2005  | Championnats d'Europe de judo 2005        | 2e       | Léger (73 kg) |
| 2005  | Championnats d'Europe par équipes de judo | 1er      | Équipe        |
| 2009  | Tournoi Grand Chelem de Rio de Janeiro    | 3e       | Léger (73 kg) |